# Sleepers
Sleepers er en amerikansk krimidrama fra 1996, produceret og instrueret af Barry Levinson. Den er baseret på en roman af Lorenzo Carcaterra fra 1995, med samme navn. Hovedrollerne spilles af Kevin Bacon, Jason Patric, Brad Pitt, Robert De Niro, Dustin Hoffman, Minnie Driver og Vittorio Gassman.
Filmen er indspillet i Hoboken i New Jersey, Newtown i Connecticut og i New York.

## Handling
Shakes, Tommy, Michael Sullivan og John Reilly er barndomsvenner i New York i 1960'erne. Sommeren 1967 tager de næsten livet af en mand ved et uheld. Som straf bliver Tommy, Michael og John dømt til 12 måneder i en ungdomsanstalt. Shakes bliver dømt til 6 måneder. De bliver systematisk misbrugt og voldtaget af vagterne Sean Nokes, Henry Addison, Ralph Ferguson og Adam Styler. De mange overgreb ved anstalten ændrer drengene og deres venskab for altid. Under opholdet deltager de i en fodboldkamp mellem vagter og indsatte. Michael overbeviser en anden indsatt, Rizzo, om at hjælpe dem med at vinde.
Som resultat bliver de banket, og kastet i isolations-celle i flere uger. Vagterne slår Rizzo brutalt ihjel. Kort tid før Shakes løslades insisterer han at de burde rapportere om den vold og misbrug de har oplevet. Men de andre nægter. De vil ikke genopleve grusomhederne de har oplevet, og tror ikke at nogen kommer til at tro på dem eller bekymre sig om det. 14 år senere er John og Tommy frygtede bandeledere. De skyder Nokes, foran flere vidner, på en pub. Michael, en assisterende statsadvokat, bliver sat som aktor for påtalemyndighederne. De planlægger at tage hævn på alle vagterne som mishandlede dem.

## Rolleliste
- Jason Patric som Shakes
- Brad Pitt som Michael Sullivan
- Billy Crudup som Tommy
- Ron Eldard som John Reilly
- Robert De Niro som Bobby Carillo
- Kevin Bacon som Sean Nokes
- Jeffrey Donovan som Henry Addison
- Lennie Loftin som Adam Styler
- Terry Kinney som Ralph Ferguson